# Алієв Айдер Енверович
Айдер Енверович Алі́єв (крим. Ayder Enver oğlu Aliyev; 21 лютого 1952, с. Козиково, нині Республіка Марій Ел, Росія) — кримськотатарський скульптор. Член Спілки художників СРСР (від 1988), Національної спілки художників України (від 1995); Заслужений художник України (2011).

## Біографічні дані
1972 закінчив республіканское художнє училище ім. П. П. Бенькова [Ташкент], 1977 закінчив у Ташкенті відділення монументальної скульптури Узбецького театрально-художнього інституту.
Від 1979 працював у художньо-виробничих майстернях м. Фергана Художнього фонду Узбекистану.
1990 повернувся до Криму. Від 1994 працює на Сімферопольському художньому комбінаті Спілки художників Автономної Республіки Крим.

## Премії
- 8 березня 2005 — Національна премія України імені Тараса Шевченка (разом із ще чотирма митцями) — за скульптурний комплекс «Відродження» у Сімферополі.